# Mieczysław Korczak (adwokat)
Mieczysław Korczak (ur. 18 stycznia 1924 w Połańcu, zm. 1 lutego 2013 w Pabianicach) – polski adwokat i polityk, działacz opozycyjny w PRL, w latach 1991–1993 sędzia Trybunału Stanu. Uhonorowany Medalem Sprawiedliwy wśród Narodów Świata.

## Życiorys
Od 1942 walczył w Batalionach Chłopskich, uczestnicząc w akcjach zbrojnych. W czasie wojny razem z ojcem Franciszkiem ukrywał przed Niemcami czterech Żydów. Ukończył kurs podchorążego, a w 1944 w warunkach konspiracji zapisał się do szkoły oficerów Milicji Obywatelskiej w Lublinie. Do 1945 służył w MO, będąc m.in. kierownikiem komisariatu w Pabianicach. W 1945 ujawnił przynależność do BCh. W 1945 wstąpił do Polskiego Stronnictwa Ludowego (mikołajczykowskiego), a w 1949 – do Zjednoczonego Stronnictwo Ludowego.
W 1953 ukończył studia na Wydziale Prawno-Ekonomicznym Uniwersytetu Łódzkiego; w 1959 został wpisany na listę adwokatów. W latach 1959–1993 praktykował w Zespole Adwokackim nr 3 w Łodzi, potem (do 2012) prowadził własną kancelarię. Od 1968 współpracował ze środowiskami opozycyjnymi m.in. Komitetem Obrony Robotników oraz Ruchem Obrony Praw Człowieka i Obywatela, później także z NSZZ Rolników Indywidualnych „Solidarność”. Występował jako pełnomocnik i obrońca m.in. Marka Chwalewskiego, Zbigniewa Sekulskiego i Józefa Śreniowskiego. Zajmował się również kolportażem prasy niezależnej. Był rozpracowywany przez służby PRL-u. Po przemianach ustrojowych został m.in. członkiem Wyższego Sądu Dyscyplinarnego Krajowej Rady Adwokackiej, a od 1989 do 1990 prezesem tymczasowego zarządu wojewódzkiego Polskiego Stronnictwa Ludowego w Łodzi. Był sędzią Trybunału Stanu IV kadencji (1991–1993).
Został pochowany 6 lutego 2013 na cmentarzu w Pabianicach przy ul. Cmentarnej (dawnym ewangelickim).

## Odznaczenia
Odznaczony Krzyżem Komandorskim Orderu Odrodzenia Polski (2009), Medalem Sprawiedliwy wśród Narodów Świata (1989) oraz odznaką „Adwokatura Zasłużonym”.